# Acheilognathus barbatulus
Acheilognathus barbatulus és una espècie de peix cipriniforme de la família dels ciprínids.

## Morfologia
Els mascles poden assolir els 8,4 cm de longitud total.

## Distribució geogràfica
Es troba a Laos, Yunnan (Xina) i el Vietnam, incloent-hi la conca del riu Mekong.